# Casals (Marke)
Casals ist ein spanischer Markenname, der auf die 1881 von Francesc Casals i Fransoy in Ripoll gegründete gleichnamige Unternehmung zurückgeht.
Das Unternehmen wurde durch die Fertigung von Gebäude- und Industrieventilatoren, Elektrowerkzeugen und Gartengeräten bekannt. Es erzeugte ein großes Produktspektrum, wobei im deutschsprachigen Raum vor allem die Ober- und Flachdübelfräsen bekannt sind. Die Produktionsbereiche Elektrogeräteherstellung (heute; Talleres Casals bzw. Casals Power Tools) und Gebläsefertigung (heute Casals Ventilación) wurden von zwei verschiedenen Konzerngruppen übernommen. Casals als Markenname blieb bei voneinander abweichenden Markenlogos jeweils bestehen.

## Geschichte
Das Unternehmen wurde 1881 von Francesc Casals i Fransoy im Zentrum von Ripoll, einer Stadt in der Provinz Girona, als Reparaturwerkstatt für Maschinen gegründet.

### Von der Werkstatt zum erfolgreichen Familienunternehmen
Auch die Kinder stiegen in den väterlichen Betrieb ein, der sich daraufhin ab 1902 Francesc Casals i fills nannte und nach dem Tod Francesc Casals’ dann in Casals Germans (katalanisch für Casals Geschwister)  bzw. auf Spanisch Casals Hnos. (Hnos.=Hermanos) umbenannt wurde.
1909 erfolgte der Umzug in die carrer Dr. Raguer, wieder in Ripoll. Gleichzeitig wurde eine Gießerei für die Fertigung von Gusswerkzeugen und Maschinenteilen gegründet, die für die Produktion schon wenige Jahre später nicht mehr ausreichte. Das Familienunternehmen entwickelte sich zu einem bedeutenden Werkzeug- und Maschinenbauunternehmen.
1918 wurde deshalb das Werk in Estamariu errichtet, die Casals-Werke (Talleres Casals). 1924 wurde auch mit der Massenfertigung von Industriegebläsen begonnen. Damals zählte Casals zu den Pionieren auf diesem Gebiet. Durch die Serienproduktion von Industrieventilatoren, Elektrowerkzeugen und Küchenmaschinen erlangte die Marke Casals bald darauf national bekannt. Das Familienunternehmen zählte 1939/1940 zu den bedeutendsten Industriebetrieben der Ter-Region zwischen Ripoll und Roda de Ter.

### Casals als Aktiengesellschaft
Am 14. September 1940 wurde das Unternehmen zur Aktiengesellschaft Talleres Casals, SA umstrukturiert. Mitte der 1970er Jahre war die Talleres Casals, SA in Frederick Thomas Janes Jahrbüchern Major Companies of Europe zu finden. Einer Firmeninformation von 1975 ist zu entnehmen, dass die Produkte zu dieser Zeit in mehr als 50 Länder weltweit exportiert wurden. 1978 wurde ein zweites Werk eröffnet, vorwiegend für die Ventilatorenproduktion.
Nach einem wirtschaftlichen Bankrott im Jahr 1985 investierte die Familie des italienischen Unternehmers Giampaolo Pozzo 1986 und wurde Hauptanteilsnehmer am Unternehmen. In der Elektrowerkzeugproduktion waren 1987 300 Mitarbeiter beschäftigt. Damit konnte das traditionsreiche Elektrowerkzeugunternehmen der Konkurrenz international agierender Mitbewerber wie Black & Decker und Bosch standhalten. Die gesamte Produktion von Casals fertigte unter voller Auslastung.
Zu Schaffen machte dem Unternehmen zu Beginn des 21. Jahrhunderts die Konkurrenz aus dem asiatischen Raum, die ihre Produkte auf dem europäischen Markt wesentlich preiswerter anbot. 2008 beschäftigte Casals insgesamt noch um die 250 Mitarbeiter. Nachdem das Unternehmen im Rahmen der Weltwirtschaftskrise wirtschaftlich in Schieflage geraten war, wurden 2008 79 der 116 Arbeitnehmer der Elektrowerkzeugproduktion entlassen. Der Umsatz in den Vereinigten Staaten, der zuvor rund die Hälfte Umsatzes ausmachte, war beispielsweise stark zurückgegangen.
Die Pozzos waren gezwungen, ihre Anteilsmehrheit an Casals aufzugeben. Die Suche nach Investoren führte zur Spaltung des Unternehmens.

### Casals Power Tools
(auch Herramientas Eléctricas Casals, übersetzt: Casals Elektrowerkzeuge)

Die Pozzos veräußerten zunächst ihre Marke Freud an Bosch und Ende 2009 ging die gesamte Casals-Elektrowerkzeugsparte samt Markenrechten zu 75 % an die Taurus Group, nachdem die Elektrowerkzeugsparte Konkurs erlitt. Die russische Interskol-Gruppe kündigte im April 2009 die Übernahme der Elektrowerkzeugbranche an. Nach Prüfung und Zustimmung der Gewerkschaft Comisiones Obreras (CC.OO.) übernahm Interskol im Juli 2010 51 % der Unternehmensanteile und die verbliebenen rund 60 Mitarbeiter der Elektrowerkzeugproduktion. Interskol, die auch Hauptanteilshaber am italienischen Unternehmen Felisatti wurden, übersiedelten Felisatti an den Standort Ripoll. Mitte 2015 wurde die Casals-Maschinenfabrik von Felisatti für 2,2 Mio. Euro komplett übernommen. Von den dort beschäftigten 65 Mitarbeitern wurden 54 entlassen.

### Casals Ventilación
Die Hauptanteile der Gebläse- und Lüftungssystemproduktion in Sant Joan Despí wurden 2010/2011 von Aerólica, einem Unternehmen der France-Air-Gruppe, übernommen und die Pozzos behielten einen Minderheitsanteil am Unternehmen. Der Exportanteil der Unternehmenssparte lag zu diesem Zeitpunkt bei 40 %.
Auf einer Werksfläche von 12.000 m² werden heute über 100 Ventilatorserien sowie Turbinen produziert. Der Exportanteil beläuft sich mittlerweile auf 60 %.